# Kevin Barron
Kevin John Barron (né le 26 octobre 1946) est un homme politique britannique du parti travailliste et ancien ouvrier de l'industrie charbonnière. Il est député de Rother Valley de 1983 à 2019.

## Jeunesse
Kevin John Barron, fils de Richard et Edna Barron, est né le 26 octobre 1946 à Hazlewood Castle, Tadcaster, Yorkshire, et fait ses études à la Maltby Hall Secondary Modern School, au Ruskin College et à l'Université de Sheffield, où il obtient un diplôme en Labor Studies en 1977, et aurait été membre de Militant .
En quittant l'école en 1962, Barron devient électricien à la mine Maltby. Il passe les 23 années suivantes à travailler dans l'industrie du charbon. En 1982, il devient président du Rotherham Trades Union Congress. Il est membre du Syndicat national des mineurs (NUM), qui l'a ensuite expulsé pour avoir attaqué Arthur Scargill. Une fois, alors qu'il participe à un Piquet de grève à l'extérieur de la mine de charbon de Maltby, il est frappé au bras par une matraque de police. Il poursuit avec succès la police du South Yorkshire pour cela.

## Carrière parlementaire
En 1983, Peter Hardy, député travailliste de Rother Valley, décide de changer de circonscription pour se présenter dans le nouveau siège voisin tout aussi sûr de Wentworth. Avec le soutien de NUM, Barron est investi et élu député travailliste de Rother Valley aux élections générales de 1983.
En 1985, Barron est nommé secrétaire parlementaire privé du chef de l'opposition Neil Kinnock, poste qu'il occupe jusqu'aux élections de 1987. Kinnock confie à Barron un poste de premier plan en 1988 en tant que porte-parole de l'opposition sur l'énergie. Il perd ce poste lorsque John Smith prend la direction et il refuse un autre poste de porte-parole. Barron est nommé neuf mois plus tard en tant que porte-parole sur l'emploi par John Smith, et après la mort de Smith, Tony Blair propose à Barron d'être porte-parole sur les questions de santé.
Barron est une figure de proue de la campagne pour la réécriture de la clause IV sous la nouvelle direction de Tony Blair, et il est surprenant qu'il n'ait pas eu de poste au gouvernement après les élections générales victorieuses de 1997. Il siège pendant huit ans au Comité supérieur du renseignement et de la sécurité et est nommé conseiller privé en 2001. Il est nommé président de l'influent Health Select Committee après les élections générales de 2005.
Barron est membre du General Medical Council depuis 1999 et est passionnément anti-tabac.
Après le scandale des dépenses des députés, Barron place ses feuilles de notes de frais à la fenêtre de son bureau de circonscription à Laughton Road, Dinnington. En mai 2010, Barron est réélu à Westminster comme député de Rother Valley avec une majorité très réduite. En juillet 2010, il est nommé président de la commission parlementaire des normes et privilèges  et réélu sans opposition à ce poste après les élections générales de 2015.
Barron est fait chevalier dans les honneurs du Nouvel An 2014 pour service politique et public.
En 2015, trois députés travaillistes de Rotherham, Barron, Sarah Champion et John Healey, entament une action en justice pour diffamation contre la députée européenne de l'UKIP Jane Collins après que Collins ait faussement allégué dans un discours de conférence de l'UKIP que les trois députés étaient au courant de l'Affaire des viols collectifs de Rotherham mais n'étaient pas intervenus, et en février 2017, les députés ont reçu chacun 54 000 £ de dommages et intérêts.
À la Chambre des communes, il siège à la commission des privilèges et à la commission de l'Autorité indépendante des normes parlementaires.
Barron fait campagne pour rester lors du référendum de 2016 sur l'adhésion du Royaume-Uni à l'UE.
Il soutient Owen Smith dans la tentative ratée de remplacer Jeremy Corbyn lors des élections à la direction du Parti travailliste de 2016.
Barron est l'un des trois seuls députés travaillistes à voter pour l'accord sur le Brexit de Theresa May lors du vote significatif du 15 janvier 2019 (avec Ian Austin et John Mann). En juin 2019, il est l'un des huit députés travaillistes à rejeter les efforts des travaillistes pour mettre fin à un Brexit sans accord. Cette décision est extrêmement controversée, Barron étant largement dénoncé par les membres de son parti.
En juillet 2019, il annonce qu'il ne se présenterait pas aux élections générales suivantes qui se sont tenues en décembre de la même année.

## Vie privée
Barron épouse Carol McGrath en 1969 à Rother Valley; le couple a un fils et deux filles. Carol Barron est décédée en juin 2008. Kevin Barron s'est remarié avec Andree Deane en 2012.